# Wągrowiec
Wągrowiec é um município da Polônia, na voivodia da Grande Polônia e no condado de Wągrowiec. Estende-se por uma área de 17,83 km², com 25 648 habitantes, segundo os censos de 2018, com uma densidade de 1438,5 hab/km².